# Stipa humilis
Stipa humilis är en gräsart som beskrevs av Antonio José Cavanilles. Stipa humilis ingår i släktet fjädergrässläktet, och familjen gräs. Inga underarter finns listade i Catalogue of Life.